# Pachybracon carnasius
Pachybracon carnasius är en stekelart som först beskrevs av Cameron 1903.  Pachybracon carnasius ingår i släktet Pachybracon och familjen bracksteklar. Inga underarter finns listade i Catalogue of Life.